# 旗

日本の国旗

ネパールの国旗。旗棒から離れるごとに細くなる形状の旗をペノンと呼び。二つ繋げたパターンはダブルペノンと呼ばれる。

旗（はた）は、布や紙などの薄い素材を竿などの先端に付けて空中に掲げたものである。万国旗のように綱に付ける場合もある。

## 概要
旗は、何らかの目印やシンボルとして掲示されるもので、視認性や他と識別されるために意匠が凝らされた布である。風雨によってほつれたりちぎれたりしないよう、多くは補強が施されており、特に綱や竿に結び付ける部分は念入りに補強されている。旗はもっぱら目に付く高いところに掲揚される。
その用途によって様々な機能が付与された旗も多い。国家やコミュニティなどグループの象徴（シンボル）としての旗（国旗、校旗など）や、装飾用の旗は美しい色合いを使い、図案や色に意味をもたせるなどの意匠が施されている。通信用や識別用の旗は、他との識別性を重視して、風で多少歪んでいても、見間違えないような共通化されたデザインが施されている。
シンボルとしての意味を持つ旗は、様々な儀式で様々な扱い方がなされる。例えば優勝旗は団体競技の大会で優勝したチームに贈られることがあり一種の記念品として扱われる。また、同じ旗でも扱い方によって込められた意味が違う。例えば半旗は弔意という意思を表明する意味を持ち、国家の象徴である国旗を同列に繋げた万国旗は、世界平和や国際協力を願う意味を持つ。

## 歴史
「国旗の年表」も参照。

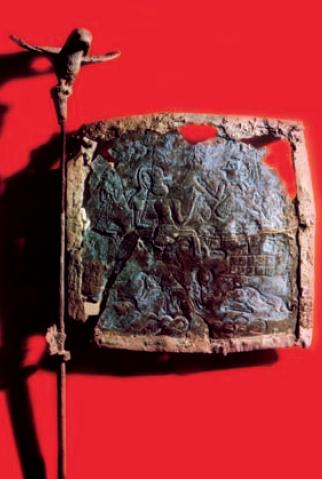
紀元前3000年ごろのイランで発見された青銅製のデラフシュ（Derafsh Shahdad）

旗には布が用いられることが多いが、古くは藁や木や草の繊維あるいは動物の皮が用いられていた。イラン神話は旗の起源を槍先に皮を付けた「カーヴェの旗」とする。
もっとも古い布製の国旗の例としては、紀元前12世紀ごろの周の武王が掲げた白い旗とされる。
中国戦国時代において、「旗（き）」の字は、「軍将の立てる旗」を指し（後述書）、現代日本が用いるような総称の意味ではない。紀元前の中国軍制における旌旗（せいき）では、使者等に賜る旗を「節旄（せつぼう、布ではなく複数の羽を垂らしたもの）」、軍の士気を鼓舞するための旗を「旌（せい、これも布ではなく羽を垂らしたもの）」、軍将の旗としての「旗（き）」、司令官の旗を「旄旗（ぼうき）」、天子の旗を「太常（たいじょう）」とし、それぞれ竿の頂には竜の頭をあしらった。
『三国志』魏書（魏志倭人伝）には、邪馬台国の使者であり大夫の難升米に対し、正始6年（245年）、魏の3代皇帝（斉王）曹芳が黄幢（黄色い軍旗）を下賜するように帯方郡へ命じているが実行されなかった（「魏志倭人伝」参照）。その2年後である正始8年（247年）には、邪馬台国と狗奴国の仲介役として魏から張政が派遣され、この時は黄幢を難升米に対して渡している。また研究者によっては、東夷伝馬韓条にある「祭祀に際し、大木を立てる」という記述から、神木信仰と同時に、朝鮮半島では集落祭祀において多くの旗を立てる風習があり（現在でも農村では、農楽において、神木に見立てた農旗に神を降ろす）、そこに神を降ろすと信じられているため、「旗に神が宿る」とする信仰は「神木の見立て」で、これが日本に伝播したものとする。
文献資料ではなく、古墳時代の出土遺物（考古資料）から確認される例としては、馬形埴輪から鞍後部に旗竿を差し込むソケットが表現されているものがあり、一例として、埼玉県行田市の酒巻古墳群・14号墳から6世紀後半のものが出土している（行田市ホームページ「指定文化財等」の一覧で確認可）。この時期には東国でも旗指物が馬と共に伝播していることがわかる。線刻壁画の例としては、大阪府柏原市の高井田横穴墓群（6世紀前半から7世紀）の2-23号壁画および2-28号壁画において、馬上の旗が確認できる（柏原市ホームページにて確認可）。
『日本書紀』や『常陸国風土記』には白旗の記述があり（「白旗#戦意無き白旗」を参照）、また『続日本紀』には、大宝元年（701年）条、元日朝賀の儀礼において、カラス、日と月、四神の7つ旗を立てた記録が残る。和歌集である『万葉集』には、旗に見立てた表現が見られ、巻1・15番には「豊旗雲」、巻2・148番には「青旗」があり、いずれも旗から連想された表現となっている。
歴史資料として少し時代が下がる9世紀成立の『日本霊異記』には、雄略天皇の時代の人物である少子部蜾蠃（少子部自体は『紀』にも記録が残る）の逸話（天皇がお呼びぞと叫んで雷神を捕獲）に、「馬に乗り、赤いカズラを額につけ、鉾に赤旗をつけた」記述が残り、『紀』の壬申の乱（7世紀末の内乱）の記録においても、大海人皇子軍は味方の識別のために、赤い布を身につけ、赤い幟をはためかせたと記録に残ることから、赤旗が皇軍の象徴として表現されていることがわかる。のちの治承・寿永の乱（12世紀末）において、安徳天皇を擁立した平家軍も赤旗を使用し、13世紀初めの承久の乱以降に使用される錦の御旗＝官軍旗も赤旗である（「錦の御旗」の画像参照）。
日本では大嘗祭の祓いの幡（旗）について『延喜式』（10世紀成立）が唐制にならって「虎像の纛（とう）の幡1旒（りゅう）」や「鷹像の隊の幡4旒」のように細かく指定しているが、これは小旗とトーテムの動物の旗が一組となっていることに意義があるとされる。
上泉信綱伝の『訓閲集』（大江家兵法書を戦国風に改めた兵書）巻6「士鑑・軍役」内の「陣言」の説明では、「征夷将軍は白旗、鎮守将軍は赤旗を添えらるなり」と記述され、巻8「甲冑・軍器」内の「旛旗の図」の説明では、「源氏は白、平家は紅に白、藤氏は水色に焦色、橘氏は黄に水色」と記述される。また巻2「備え與」内の「旗を立てる法」の説明では、鉄砲・弓・馬武者・長柄・旗の順を守るように記し、敵に多く旗を見せようとする時は横に立て、少なく見せようとする時は縦に立てるもの、旗を立てる間隔は2間など、細かく戦場における旗に関する作法が記述される。
近世期では、加藤嘉明（賤ヶ岳の七本槍の1人）が書き残した『加藤左馬殿百物語』の記述として、城の便所の天井を高くする理由を、籠城戦になった際、背中に旗指物をつけたまま入りこむため（「城中の雪隠は指物で入ってもかまわぬほどに、上を高くするものなり」）とする。
槍の先に布を結び付けて旗印とすることは全世界に広くみられる風習である。前述のように戦国時代の中国では軍旗の竿の頂は「竜頭」であり、19世紀初頭の第一帝政期のフランスではナポレオン・ボナパルトがシンボルを「翼を広げた鷲」と定めたため、軍旗の頂にもブロンズ製の鷲（旗飾り）をつけ、軍人に対し、忠誠を誓わせる儀式を行った。
キリスト教圏では、剣や旗の祝別の典礼的定式が行われたが、騎士道イデオロギーは11世紀末時点では形成されておらず（後述書 p.13）、これらの儀礼も騎士全体を対象とせず、一部の特別な教会守護者を相手としていた。
大航海時代（15世紀半ば - 17世紀半ば）に入り、ヨーロッパ人が未踏地に上陸して開拓後、国旗を立てるようになり、植民地の拡大にともないアメリカ合衆国ではその後州旗となる（英語版の「国旗の歴史」も参照。独立国の増加にともない国旗も増えた）。18世紀後半以降、近代期では登山による未踏峰への挑戦が活発となり（「登山」の歴史参照）、「到達旗」が立てられるようになる。1911年にはノルウェーの探検隊が南極点に到達し、旗を立てる（「アムンセンの南極点遠征」の頁の写真参照）。21世紀に入り、到達旗は海底に立てられる例も出ており、2007年8月2日にはロシアが北極点真下の海底に国旗を立てた（フランス通信社が8月3日に報じる）。2010年7月には東シナ海において中国が潜水艇蛟竜を用いて海底に国旗を立てている。
1969年7月24日、米国のアポロ11号が有人月面着陸を達成し、同国の国旗を立て、「地球外の衛星に立てた旗」としては世界初となる（詳細は「アポロ11号」の「月面での活動」を参照）。

## 旗の機能
旗の機能として、以下のものがあげられる。
- 遠距離からでも視認できるようにするため
- 情報の伝達手段

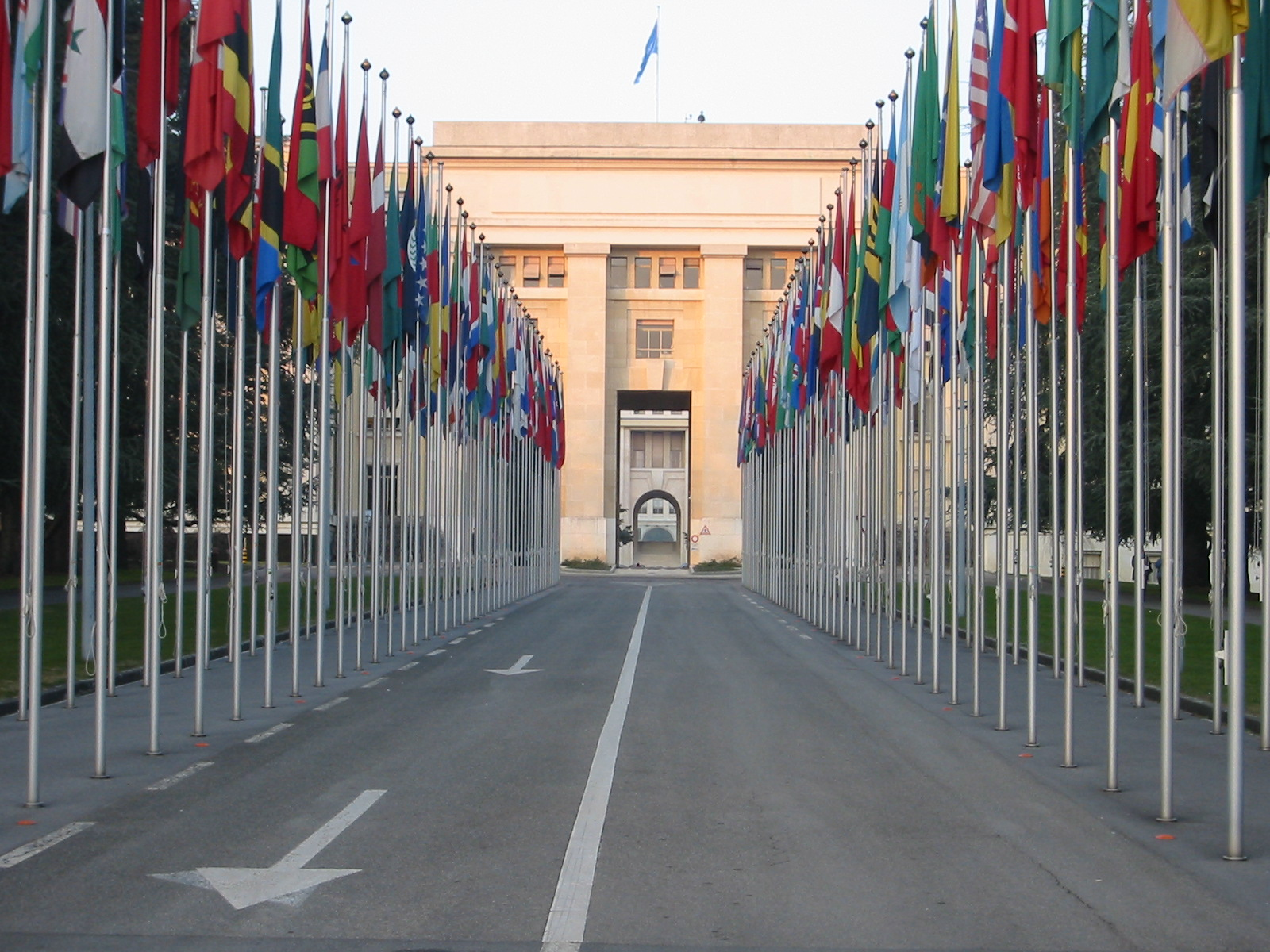
国際連合に集う加盟国の国旗

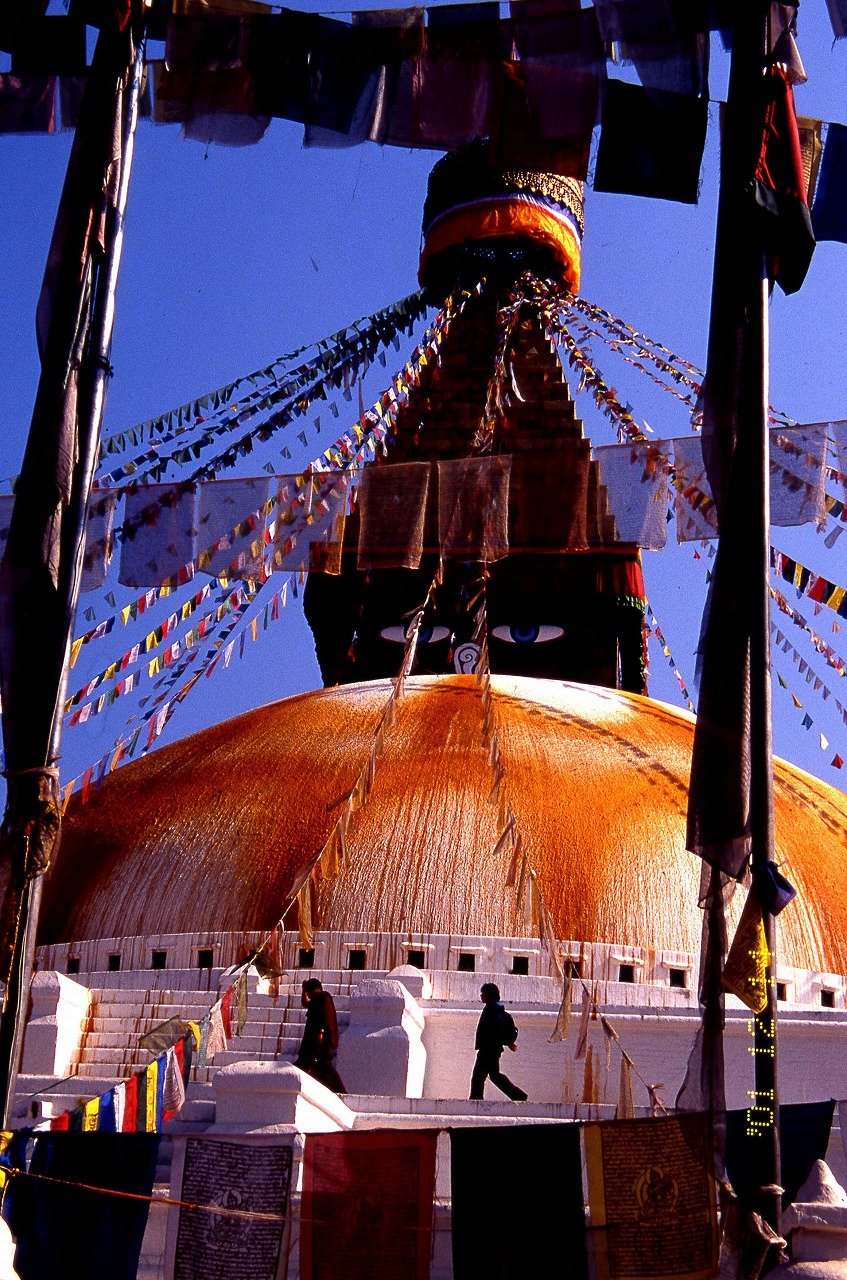
チベット仏教で使われるタルチョーも旗の一種である。

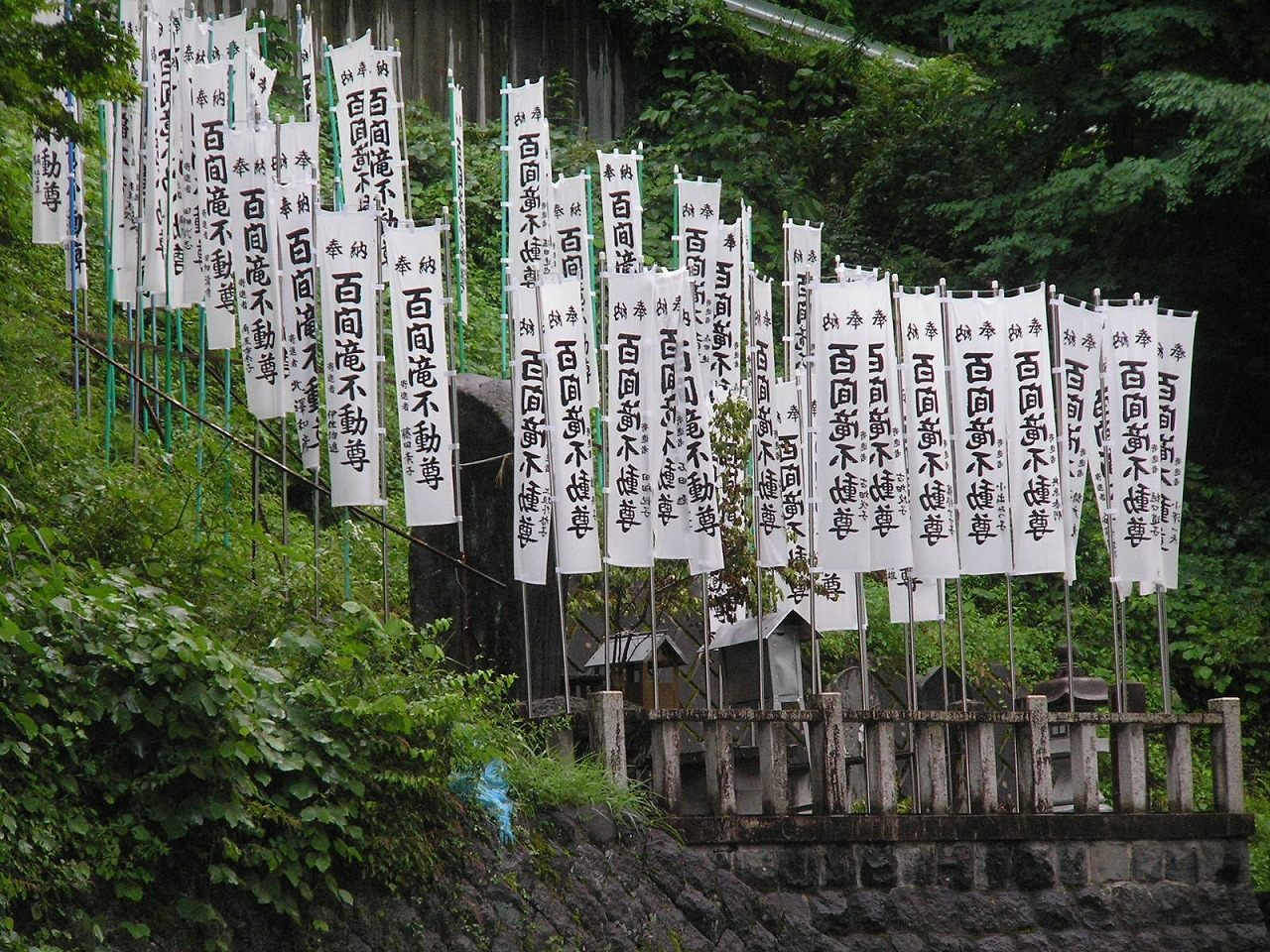
日本の神社などの宗教施設でよく見られる幟

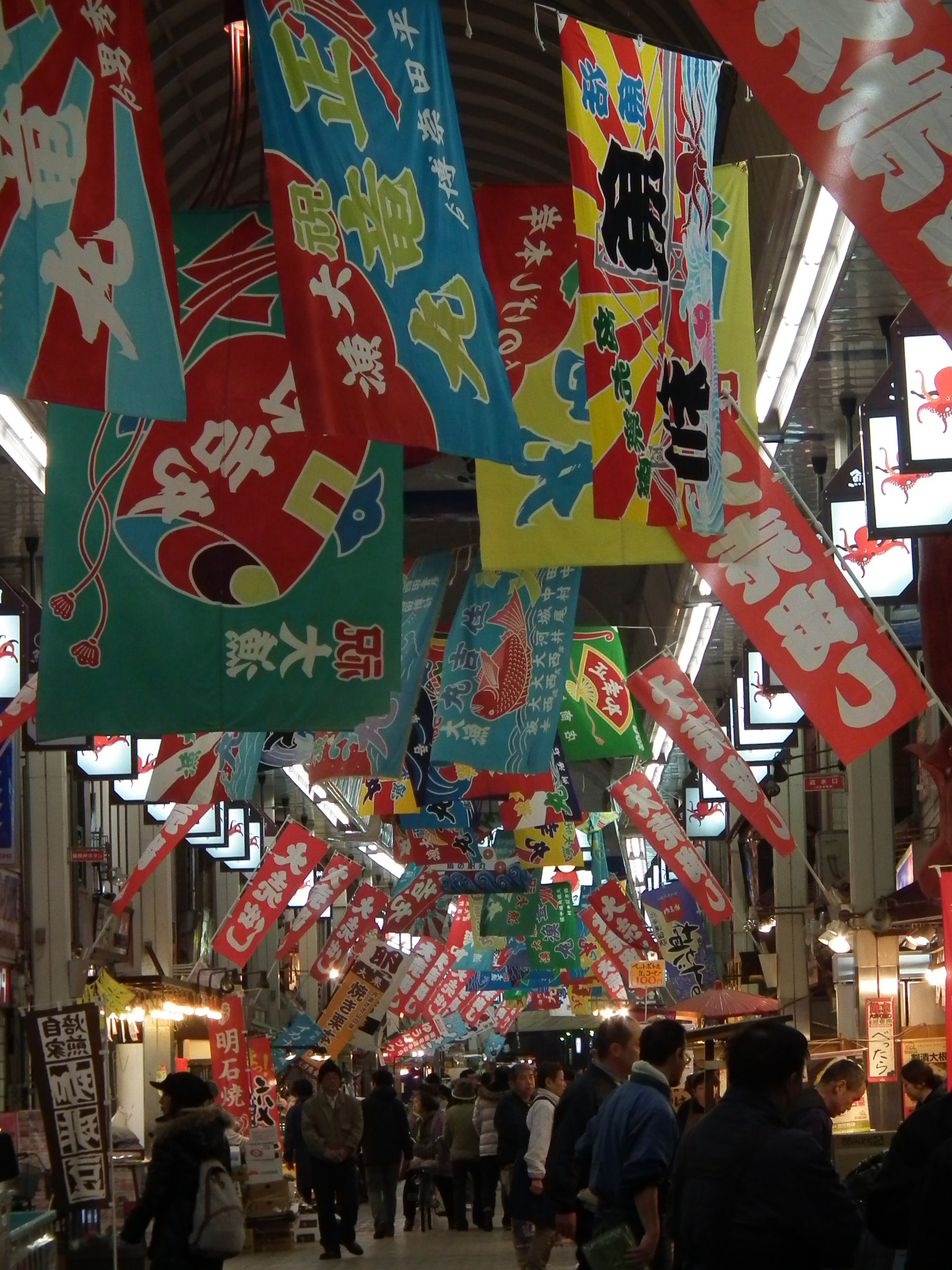
大漁旗

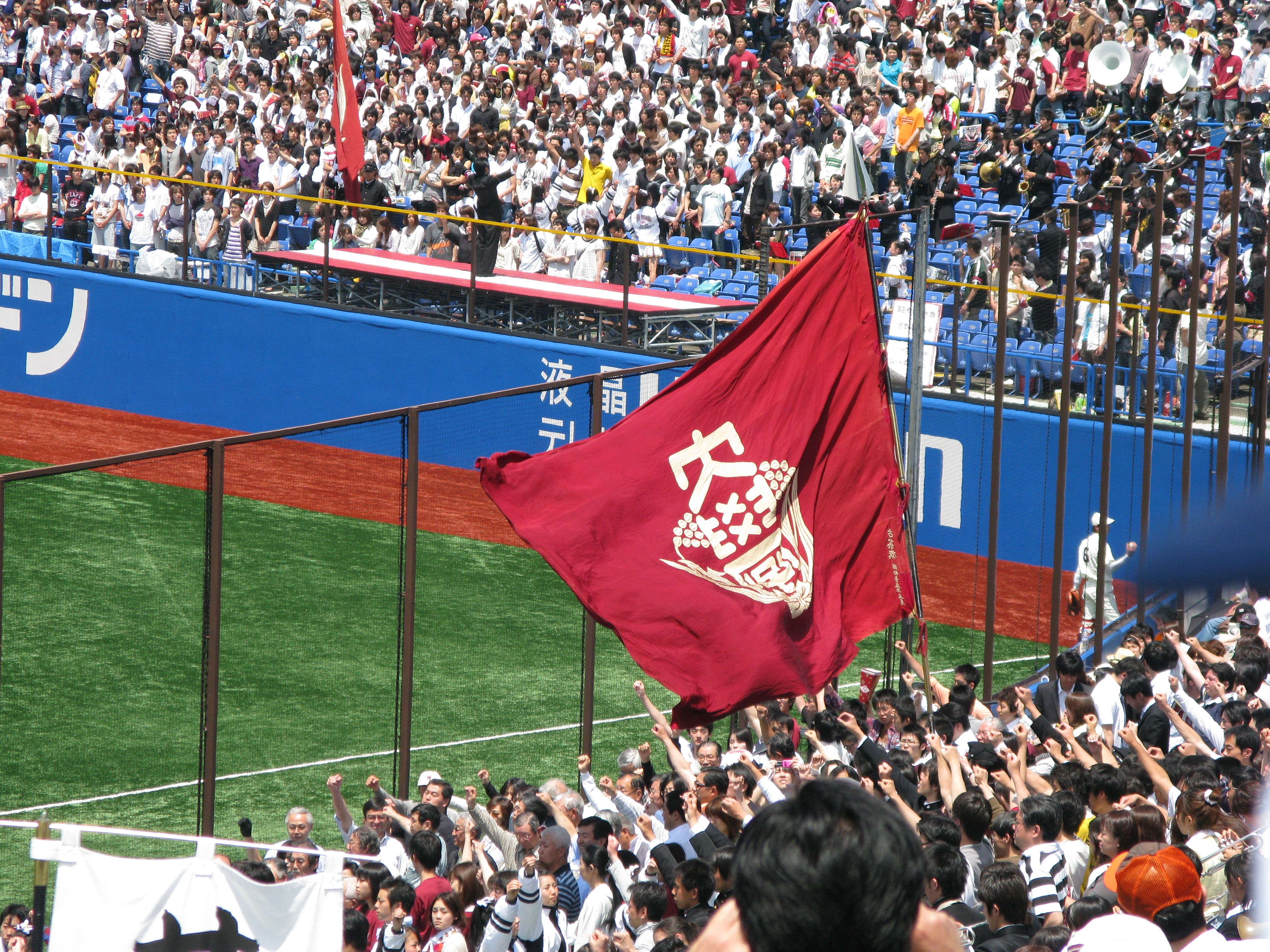
早稲田大学の応援旗

- 実績を表彰する、あるいは順位を表す（優勝旗、準優勝旗、等旗、等級旗）
- 所有者が所属する集団の識別
- 集団のアイデンティティの拠りどころ（部隊旗など）
- 慶弔の意の表明
- 目印
- 装飾

### 象徴
白川静によると漢字の「族」は旗と矢の意味で、旗には祖先の霊が宿るとされた。また、白川によると、人々が守護霊が宿る軍旗を奉じて行動することから旅団の「旅」の字が生まれたという。
四国八十八箇所の巡礼の先達のもつ旗には弘法大師の霊力が宿るとされ、病人を治癒させる霊力をもっているとされた。
似た記述として、軍記物『小田原北条紀』巻3には、軍神は軍旗の上に宿るとする記述が見られる。

### 通信
彩色された旗は視認性に優れており、単純な注意喚起や警告のみならず、複雑な通信も可能である。いったん掲揚すれば継続的に発信され続けることも通信の特徴となる。
日本では江戸時代から明治時代にかけてに大坂 - 大津間で積極的に旗振り通信が行われた。中間地の京都では大坂と大津の米価を比較した米の買い入れが行われ、やがて大津では大坂の米価の情報を早く掴んだ米商が利益を上げるようになった。幕府は何度も旗や幟による通信の禁令を出したが、その理由には諸説あり、手品まがいの手法での伝達手段を取り締まったものともいわれている。
遠距離通信にも旗は利用されていたが、やがて他の通信手段にとって代わられた。江戸時代に大坂 - 大津間で行われていた旗振り通信でも鳩（伝書鳩）が用いられるようになったことがわかっている。
このほか、国際信号旗を用いた旗旒信号や手旗を用いた手旗信号等がある。

## 旗の形式
- 掲揚旗
掲揚台やポールなどに取り付けて用いる大型の旗。
- 卓上旗
机上に置いて用いる小型の旗。
- 手旗
手で持って用いる旗。
- 車旗
自動車のボンネットなどに取り付ける旗。
- バナー
- ペナント
- 幟
- のぼり旗
- 連続旗
万国旗のようにロープに多数の旗を連続して結び付けたもの。三角旗や半円旗の連続旗もある。
- ゲートフラッグ
布の両端にポールが設置された、両手で頭上に掲げる形の旗。

## 旗の掲揚

Vertical flags

大漁旗や白旗のように掲げる旗の図案に意味がある場合と、半旗のように掲げる旗の位置に意味がある場合がある。

### 旗への装着品
以下、旗と組み合わせて用いる装着品について述べる。
- 竿頭綬 - 主に消防などの分野では消防隊や消防団の部隊が功績や実績を挙げた場合、上位組織はその部隊に対して竿頭綬を授与する。竿頭綬は部隊の旗の上部（竿頭）に付けるもので、その部隊の実績を明らかにする。
- ペナント - 竿頭に取り付ける細長い旗。優勝旗の歴代優勝者（優勝団体）の銘を記したものが馴染み深い。
- 喪章（弔旗） - 半旗と同様に弔意を表す。黒布で竿頭（普通は慶事の際に揚げるので金色の玉が付いていることが多い）や旗そのものを覆うか、黒布のリボン（ペナント）を旗の上部に付ける。構造上の問題で半旗に出来ない旗に用いられる。

### その他の付属品
- 旗棒（英語版）（ポール） - 旗を掲揚するための棒。後述の旗索と滑車が付いているものが多い。
- 旗竿 - 旗を掲揚するための棒のなかで細めのもの、または人が手に持って掲げるもの。旗棒の中で、恒久設置されないものがこのように呼ばれることが多い。 旗棒のように旗索と滑車を持たず、旗を結ぶための輪（環）がついている。
- 旗頭（竿頭） - 旗棒の先端に付ける飾り部品。球状、剣状、槍（鉾）状のものがあり、剣状や槍状のものは軍事組織において長槍に旗を着けて掲げたことを模したものである。
- 旗索 - 旗棒に旗を掲げる際に用いるロープ、もしくはワイヤ。旗棒についている滑車に旗索を通してこれに旗を結び、索を引き上げる事によって結んだ旗を掲揚する。
- 石突（いしづき） - 旗竿の下端（後端）に取り付けられている金具。装飾用途の他に、竿を地面に立てた際に安定させ、竿の破損を防ぐ。
- スタンド（三脚台、五脚台） - 旗竿を地上に設置した際に用いる。
- 帯革バンド - 旗を持っての行進時や応援団が応援する時に使う。これを用いて旗手と旗竿を結ぶことにより、重い旗竿を安定して持つことができる。